# شانین سوسامون
شانین سوسامون (انگلیسی: Shannyn Sossamon؛ زادهٔ ۳ اکتبر ۱۹۷۸) یک هنرپیشه، مانکن و موسیقی‌دان اهل ایالات متحده آمریکا است. وی از سال ۱۹۹۷ میلادی مشغول فعالیت بوده‌است. از فیلم‌هایی که وی در آن‌ها به ایفای نقش پرداخته‌است، می‌توان به داستان یک شوالیه (۲۰۰۱)، ۴۰ روز و ۴۰ شب (۲۰۰۲)، فرمان (۲۰۰۳)، بوس بوس بنگ بنگ (۲۰۰۵)، تعطیلات (۲۰۰۶)، مچ‌بندها: یک داستان عاشقانه (۲۰۰۶) و شوم ۲ (۲۰۱۵) اشاره کرد.
سوسامون به عنوان یک نوازنده درامز از سال ۲۰۰۴ تا ۲۰۰۸ در گروه وارپینت فعالیت می‌کرد. او پس از ضبط اولین ای پی به طور ناگهانی گروه را ترک کرد.
در سال ۲۰۰۹، سوسامون از طریق شرکت تولیدی خود، کارگردانی و تولید فیلم‌های کوتاه و تئاتر را آغاز کرد.

## زندگی‌نامه
شانین ماری کهولانانی سوسامون در ۳ اکتبر ۱۹۸۷ در هونولولو، هاوایی متولد و در رینو، نوادا بزرگ شد. مادرش شری سوسامون، پرستار و پدرش تاد لیندبرگ است. او یک خواهر کوچک‌تر از خودش دارد. زمانی‌که شانین سوسامون پنج سال داشت، پدر و مادرش از یکدیگر جدا شدند و او با مادرش زندگی کرد. مادربزرگ مادری‌اش از نژاد هاوایی-فلیپینی است در حالیکه بقیه اصل و نسب وی انگلیسی، آلمانی، هلندی، فرانسوی و ایرلندی‌ است. سوسامون پس از فارغ‌التحصیلی از دبیرستان در سال ۱۹۹۵، به همراه دوستش به لس آنجلس نقل‌مکان کرد تا بتواند در زمینه رقص آموزش ببیند. او همان‌طور که مشغول یادگیری رقص بود، به عنوان مدل با چند شرکت همکاری کرد. سپس او حرفه خود را به عنوان بازیگر در تبلیغات تلویزیونی و موزیک ویدئو ادامه داد. او در سال ۲۰۰۱ برای بازی در فیلم داستان یک شوالیه در مقابل هیث لجر انتخاب شد و پس از آن توانست ایفاگر چندین نقش در فیلم‌ها و برنامه‌های تلویزیونی باشد.
او با رندی گلدمن، فروشنده خودرو، ازدواج کرده‌است. در ۲۹ مه ۲۰۰۳ فرزند اول‌شان و در دسامبر ۲۰۱۱ فرزند دوم‌شان به‌دنیا آمد.

## فیلم‌شناسی

### سینما
| سال  | عنوان                      | نقش           | یادداشت |
| ---- | -------------------------- | ------------- | ------- |
| ۲۰۰۱ | داستان یک شوالیه           | جوسلین        |         |
| ۲۰۰۲ | ۴۰ روز و ۴۰ شب             | اریکا         |         |
| ۲۰۰۳ | فرمان                      | مارا          |         |
| ۲۰۰۵ | کشف‌نشده                    |               |         |
| ۲۰۰۵ | بلعیدن                     | ماریسول       |         |
| ۲۰۰۵ | بوس بوس بنگ بنگ            | دختر مو صورتی |         |
| ۲۰۰۶ | مچ‌بندها: یک داستان عاشقانه | میکال         |         |
| ۲۰۰۶ | تعطیلات                    | مگی           |         |
| ۲۰۱۰ | جاده‌ای به هیچ‌جا            |               |         |
| ۲۰۱۰ | عروسی خانوادگی ما          |               |         |
| ۲۰۱۱ | روز                        | شانین         |         |
| ۲۰۱۵ | شوم ۲                      | کورتنی        |         |
| ۲۰۲۲ | گریمکاتی                   | لیا چادری     |         |

### تلویزیون
| سال       | عنوان                           | نقش       | یادداشت |
| --------- | ------------------------------- | --------- | ------- |
| ۲۰۰۴      | نظم و قانون: واحد قربانیان ویژه | میرا      |         |
| ۲۰۱۵-۲۰۱۶ | ویوارد پاینز                    | ترزا بورک |         |

## جوایز
| سال  | جایزه                            | دسته‌بندی                       | کار              | نتیجه    |
| ---- | -------------------------------- | ------------------------------ | ---------------- | -------- |
| ۲۰۰۲ | جایزه سینمایی و تلویزیونی ام‌تی‌وی | بهترین بازیگر زن               | داستان یک شوالیه | نامزدشده |
| ۲۰۰۲ | جایزه سینمایی و تلویزیونی ام‌تی‌وی | بهترین بوسه (مشترک با هیث لجر) | داستان یک شوالیه | نامزدشده |
| ۲۰۰۲ | جایزه سینمایی و تلویزیونی ام‌تی‌وی | بهترین سکانس موزیکال           | داستان یک شوالیه | نامزدشده |
| ۲۰۰۲ | جوایز جوان هالیوود               | بهترین بازیگر زن               | داستان یک شوالیه | پیروز    |